# Judith Bohle
Judith Bohle (* 1984 in Berlin) ist eine deutsche Theater- und Filmschauspielerin sowie Hörspielsprecherin.

## Beruflicher Werdegang
Bohle studierte von 2005 bis 2009 an der Universität für Musik und Darstellende Kunst in Graz. 2009 begann ihre Karriere am Theater Augsburg. 2013 war sie Gründungsmitglied des Kulturprojekts Grandhotel Cosmopolis, ein Kulturort und seitdem fortlaufendes Konzept, in dem sie an mehreren Theaterprojekten beteiligt war. Ab 2014 arbeitete sie als festes Ensemblemitglied am Hessischen Staatstheater Wiesbaden. Seit der Spielzeit 2016/17 gehört Judith Bohle zum Ensemble des Düsseldorfer Schauspielhauses.
Neben ihren Theaterrollen arbeitet sie auch in Film- und Fernsehproduktionen mit, darunter auch mit Dominik Graf, Jan Bonny, Caroline Link und Sönke Wortmann. Seit 2022 spielt sie eine der Hauptrollen in Links ZDF-Fernsehserie Safe.

## Theater (Auswahl)
- 2013: Minna in Minna von Barnhelm von Gotthold Ephraim Lessing, Theater Augsburg, Regie: Anne Lenk
- 2016: Hedda in Hedda Gabler von Henrik Ibsen, Staatstheater Wiesbaden, Regie: Uwe Eric Laufenberg
- 2016: In 80 Tagen um die Welt nach Jules Verne, Schauspielhaus Düsseldorf, Regie: Peter Jordan, Leonhard Koppelmann
- 2017: Cornelia Battenberg (u. a.) in Fabian oder Der Gang vor die Hunde nach Erich Kästner, Schauspielhaus Düsseldorf, Regie: Bernadette Sonnenbichler
- 2017: Betty Bernick Stützen der Gesellschaft von Henrik Ibsen, Schauspielhaus Düsseldorf, Regie: Tilmann Köhler
- 2017: Elizabeth Proctor in Hexenjagd von Arthur Miller, Schauspielhaus Düsseldorf, Regie: Evgeny Titov
- 2019: Raksha in Das Dschungelbuch nach Rudyard Kipling, Schauspielhaus Düsseldorf, Regie: Robert Wilson
- 2019: Herzogin, Grinsekatze (u. a.) in Alice nach Lewis Carroll, Schauspielhaus Düsseldorf, Regie: André Kaczmarczyk
- 2020–2025: Ethikratvorsitzende in Gott von Ferdinand von Schirach, Schauspielhaus Düsseldorf, Regie: Robert Gerloff
- 2021: Fricka in Das Rheingold. Eine andere Geschichte nach Richard Wagner, Schauspielhaus Düsseldorf, Regie: Roger Vontobel
- 2022: Maria Stuart in Maria Stuart von Friedrich Schiller, Schauspielhaus Düsseldorf, Regie: Laura Linnenbaum
- 2022: Ensemble in Annette, ein Heldinnenepos von Anne Weber, Schauspielhaus Düsseldorf, Regie: Bernadette Sonnenbichler
- 2022: Beatrice Rasponi in Der Diener zweier Herren von Carlo Goldoni, Schauspielhaus Düsseldorf, Regie: Robert Gerloff

## Filmografie (Auswahl)
- 2013: Es werde Stadt! 50 Jahre Grimme-Preis in Marl, Regie: Dominik Graf
- 2014: Polizeiruf 110: Smoke on the Water (Fernsehreihe)
- 2018: Wintermärchen (Kinofilm), Regie: Jan Bonny
- 2018: Die Füchsin – Spur in die Vergangenheit (Fernsehserie)
- 2021: Letzte Ausfahrt Oberhausen (Kino-Teaser), Regie: Moritz Führmann
- 2022: Safe (Fernsehserie)
- 2024: Die Frau in Blau (Fernsehfilm), Regie: Rainer Kaufmann
- 2025: Die Ältern (Kinofilm), Regie: Sönke Wortmann

## Hörspiele (Auswahl)
- 2014: Vogelmensch in Conan Baby von Philipp Karau, Mark Schröppel, Regie: Philipp Karau, Mark Schröppel (Original-Hörspiel – WDR)
- 2018: Molly Tehearn in In 80 Tagen um die Welt. Eine musikalische Reise nach Motiven von Jules Verne von Peter Jordan, Regie: Leonhard Koppelmann (Hörspielbearbeitung – Deutschlandradio)
- 2019–2021: Dr. Elsa Ilmenau in Caiman Club von Edgar Linscheid, Stuart Kummer, Regie: Stuart Kummer (Originalhörspiel – WDR)

## Auszeichnungen
- 2023: Televisionale – Deutscher Serienpreis für Safe